# Daniela Nuțu-Gajić
Daniela Nuțu-Gajić (ur. 8 czerwca 1957 w Timișoarze) – rumuńska szachistka i trenerka szachowa, reprezentantka Australii od 1997, arcymistrzyni od 1986 roku. W czasie swojej kariery występowała także pod nazwiskiem panieńskim, jak również Nuțu-Terescenko.

## Kariera szachowa
Od połowy lat 70. do połowy 90. XX wieku należała do ścisłej czołówki rumuńskich szachistek. Pomiędzy 1978 a 1994 r. siedmiokrotnie wystąpiła na szachowych olimpiadach, zdobywając 5 medali: trzy wraz z drużyną (srebrny – 1982 i brązowe – 1984, 1986) oraz dwa za wyniki indywidualne (oba złote na III szachownicy, w latach 1980 i 1982). Wielokrotnie startowała w finałach indywidualnych mistrzostw Rumunii, zdobywając 6 medali: 3 złote (1978, 1979, 1980), srebrny (1983) i 2 brązowe (1984, 1985).
Dwukrotnie wystąpiła w turniejach międzystrefowych (eliminacjach mistrzostw świata), w 1985 r. w Hawanie zajmując 5. miejsce, natomiast w 1991 r. w Suboticy – 13-15. miejsce (turniej rozegrano systemem szwajcarskim). W 1979 r. podzieliła II-IV m. w międzynarodowym turnieju w Nowym Sadzie, w 1983 r. zwyciężyła w Atenach (turniej Acropolis), w 1989 r. zdobyła tytuł indywidualnej mistrzyni Jugosławii, w 1991 r. podzieliła II m. w Hajduszoboszlo (turniej strefowy) oraz podzieliła III m. w Tuzli, w 1993 r. zajęła III m. w Novej Goricy, natomiast w 1994 r. powtórzyła to osiągnięcie w Chrudimiu.
Najwyższy ranking w karierze osiągnęła 1 stycznia 1993 r., z wynikiem 2355 punktów dzieliła wówczas 30-31. miejsce na światowej liście FIDE, jednocześnie dzieląc 1. miejsce (wspólnie z Coriną Peptan) wśród rumuńskich szachistek. Od 1998 r. nie występuje w turniejach klasyfikowanych przez Międzynarodową Federację Szachową.